# Clematis polygama
Clematis polygama es una especie de liana perteneciente a la familia de las ranunculáceas. En Cuba recibe el nombre de cabellos de ángel.

## Descripción
Son plantas trepadoras con partes jóvenes frecuentemente amarillo-velutinas o densamente pilosas a vellosas con los tricomas blancos o amarillos; plantas dioicas o a veces poligamodioicas. Hojas maduras y brácteas foliares trifoliadas, folíolos ovados a ampliamente lanceolados, 4–10.5 cm de largo y 2–8.5 cm de ancho, ápice agudo a acuminado, base redondeada (cordada), comúnmente 1 o 2 (–4) dientes en cada lado o menos frecuentemente enteras, dispersamente seríceas, especialmente sobre los nervios en el envés, 3–5-plinervios. Pedicelos de los nudos terminales con brácteas espatulado-oblongas a espatulado-oblanceoladas de 5–14 mm de largo; sépalos 7–10 mm de largo. Aquenios fusiformes o angostamente elípticos, 3–5 mm de largo, 1.5–2 mm de ancho, ligeramente hírtulos (tricomas principalmente restringidos a los márgenes), café rojizos cuando secos, estilo (4.5) 6–8 cm de largo.

## Distribución y hábitat
Es una especie común que se encuentra  en áreas alteradas, a una altitud de 250–600 (–1000) metros; fl dic–ene, fr ene–mar; desde el centro y este de México hasta Panamá y en las Antillas Mayores.

## Taxonomía
Clematis polygama fue descrita por Nikolaus Joseph von Jacquin y publicado en Enumeratio Systematica Plantarum, quas in insulis Caribaeis 24. 1760.
Etimología
Clematis: nombre genérico que proviene del griego klɛmətis. (klématis) "planta que trepa".
polygama: epíteto latino que significa "polígama".
Sinonimia
- Atragene polygama Jacq.
- Clematis dioica subsp. dominica (Lam.) Kuntze
- Clematis dioica var. dominica (Lam.) Kuntze
- Clematis dioica subsp. havanensis (Kunth ex DC.) Kuntze
- Clematis dioica var. havanensis (Humb. & Bonpl. ex DC.) Kuntze
- Clematis dominica Lam.
- Clematis havanensis Kunth ex DC.
- Clematis mociniana G.Don
- Clematis pallida A.Rich.
- Clematis polycephala Bertol.[6]